# 瀬戸内町立管鈍中学校
瀬戸内町立管鈍中学校（せとうちちょうりつ くだどんちゅうがっこう）は、鹿児島県大島郡瀬戸内町管鈍にあった町立中学校。

## 卒業後の進路
卒業後は、町内の鹿児島県立古仁屋高等学校や、奄美大島の高校などに進学していた。